# Єлбань (село)
Єлбань (рос. Елбань) — село у Маслянинському районі Новосибірської області Російської Федерації.
Входить до складу муніципального утворення Єлбанська сільрада. Населення становить 839 осіб (2010).

## Історія
Згідно із законом від 2 червня 2004 року органом місцевого самоврядування є Єлбанська сільрада.

## Населення
| 2002 | 2007  | 2010 |
| ---- | ----- | ---- |
| 1020 | ↗1033 | ↘839 |